# Bussac-sur-Charente
Bussac-sur-Charente település Franciaországban, Charente-Maritime megyében. Lakosainak száma 1313 fő (2022. január 1.). Bussac-sur-Charente Le Douhet, Fontcouverte, Port-d’Envaux, Saint-Vaize és Saintes községekkel határos.

## Népesség
A település népességének változása:
| Lakosok száma | 602  | 860  | 989  | 1238 | 1314 | 1266 | 1266 | 1277 | 1282 | 1313 |
|               | 1968 | 1982 | 1990 | 2006 | 2013 | 2015 | 2017 | 2019 | 2020 | 2022 |